# بورسودکم
بورسودکم (انگلیسی: BorsodChem) شرکت پتروشیمی مجارستانی است، که در سال ۱۹۴۹ تأسیس شد.